# تلسکوپ‌های ماژلان

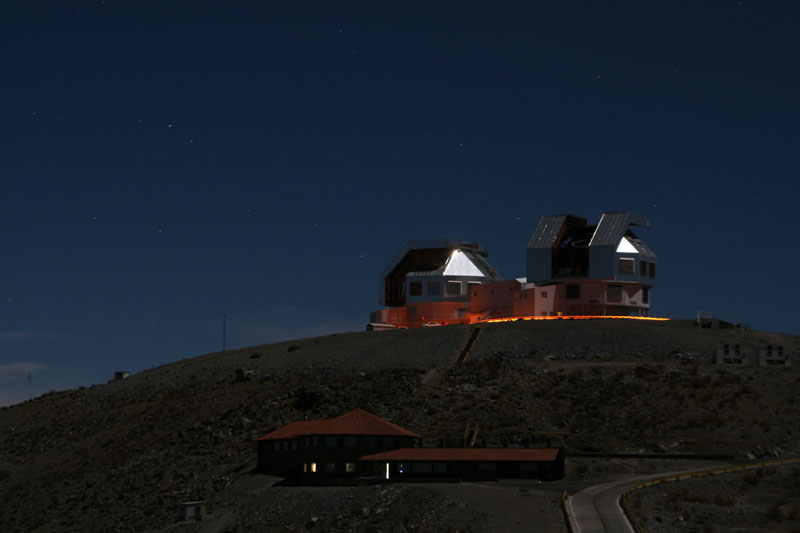
تلسکوپ ماژلان-۱ و ماژلان-۲

تلسکوپ‌های ماژلان (به انگلیسی: Magellan telescopes) نام دو تا از بزرگ‌ترین تلسکوپ‌های نوری جهان هستند که در رصدخانه لاس کامپاناس در شیلی قرار گرفته‌اند. این دو تلسکوپ متشابه در سال ۲۰۰۰ آغاز به کار کردند، و هر یک از آیینه‌های مقعری با قطر ۶٫۵ متر تشکیل شده‌اند.
تعداد زیادی دانشگاه در استفاده از این تلسکوپ‌ها شریک هستند. دانشگاه آریزونا، مرکز اخترفیزیک هاروارد-اسمیت‌سونیان، ام آی تی، و دانشگاه میشیگان از این دسته‌اند.

## نگارخانه

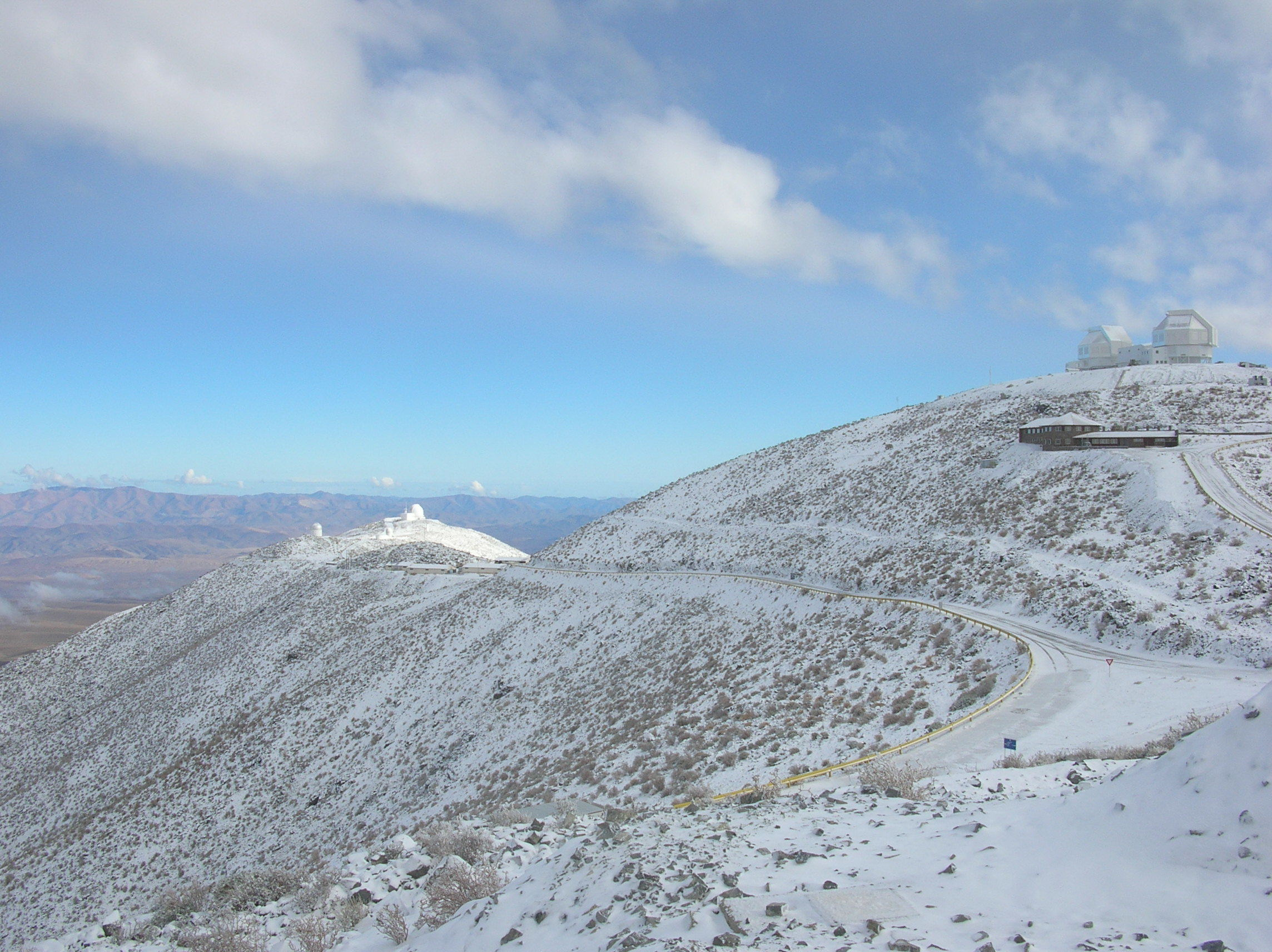
بخشی از رصدخانه لاس کامپاناس، پس از بارش برف. تلسکوپ‌های ماژلان در سمتر است عکس هستند.
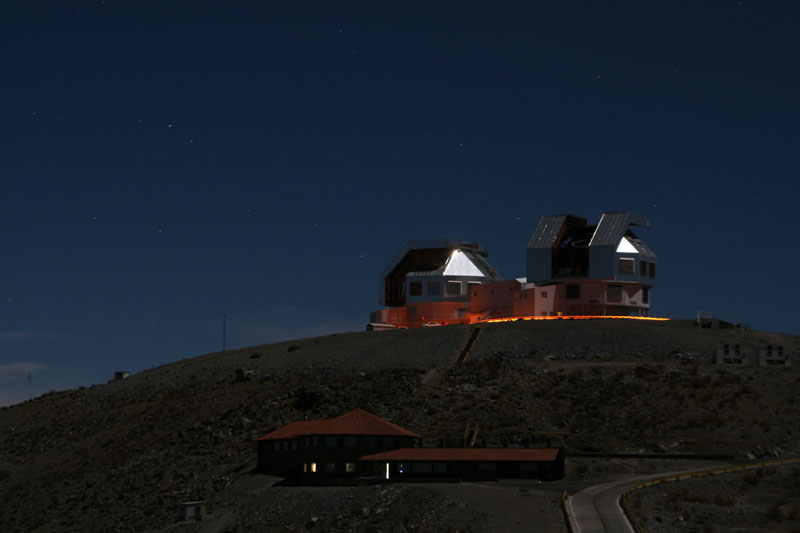
تلسکوپ ماژلان-۱ و ماژلان-۲